# Mamonas Assassinas - O Filme
Mamonas Assassinas: O Filme é um filme biográfico brasileiro de 2023, dirigido por Edson Spinello e roteirizado por Carlos Lombardi. Ele retrata a trajetória da banda Mamonas Assassinas, com Ruy Brissac, Beto Hinoto, Robson Lima, Adriano Tunes e Rener Freitas nos papéis dos integrantes.
Lançado em 28 de dezembro de 2023, o filme foi um grande sucesso de público, arrecadando R$ 3,8 milhões na primeira semana. Apesar disso, recebeu críticas negativas quanto ao desenvolvimento da história, embora o desempenho dos atores tenha sido elogiado. A Record anunciou uma adaptação do filme para série de TV, com cenas adicionais. A produção é da Total Entertainment,em coprodução com a Mamonas Produções e Claro.

## Sinopse
A narrativa se desenrola alguns meses antes da formação do grupo até o momento do trágico acidente que ceifou a vida dos cinco membros. Ambientada principalmente em Guarulhos, durante a década de 1990, a história segue cinco jovens, Dinho, Júlio, Bento, Sérgio e Samuel, que, apesar das limitações financeiras, nutriam grandes aspirações. Após um encontro conflituoso, transformam a banda Utopia na icônica Mamonas Assassinas, que, por meio de seu humor debochado e inteligente, não apenas alterou irreversivelmente suas vidas, mas também conquistou o coração de toda a nação.

## Elenco
- Ruy Brissac como Dinho
- Beto Hinoto como Bento Hinoto
- Robson Lima como Júlio Rasec
- Adriano Tunes como Samuel Reoli
- Rhener Freitas como Sérgio Reoli
- Fernanda Schneider como Adriana
- Jarbas Homem de Mello como Hidelbrando
- Guta Ruiz como Célia
- Ton Prado como Enrico Costa
- Jessica Córes como Bárbara
- Joãozinho como Marcos
- Isa Prezotto como Grace Kelly
- Nathália Macor como Paula Rasec

## Produção

### Antecedentes
Em março de 2016, a Record anunciou que estava produzindo uma minissérie televisiva sobre a banda de rock comédia Mamonas Assassinas intitulada Mamonas Assassinas - A Série, com produção da empresa "OSS Produções", e que sua estreia estava prevista para julho do mesmo ano. O ano de 2016 foi escolhido por marcar os 20 anos do trágico acidente que vitimou a banda. Meses depois de anunciar a série, contudo, a emissora cancelou as gravações, alegando não ter verba para dar continuidade ao projeto, uma vez que a produção não foi aprovada pela Ancine e, com isso, não conseguiu captar os recursos necessários para realizar a minissérie. Porém, conforme relatou o jornal O Globo, o motivo teria sido outro. A reportagem diz que, por pressão das famílias dos músicos, várias cenas que não aconteceram na vida real e incomodaram muito as famílias tiveram que ser cortadas do roteiro. Uma delas mostraria os integrantes da banda assaltando um posto de gasolina para conseguir dinheiro para lançar um CD. Em outra, o pai do vocalista Dinho trairia a esposa com a mulher do prefeito de São Paulo. Por conta disso, a Fox, que planejava exibir a série de cinco capítulos tão logo a Record concluísse a veiculação, abandonou o projeto. Elenco e equipe técnica também acabaram dispensados.
Até 2018, nada mais se falou a respeito da minissérie, quando finalmente a Record se pronunciou informando que o projeto havia sido retomado. Por conta do imbróglio com as famílias, passagens da vida pessoal dos músicos, sem comprovação ou irrelevantes para o enredo, acabaram suprimidas. Em maio, segundo a coluna do Flávio Ricco no UOL, o novo enredo do autor Carlos Lombardi foi aprovado pela emissora paulista e pela Total Filmes (a nova produtora e parceira do projeto). Inicialmente, será uma série em cinco capítulos que, depois, compactada, dará origem a um filme. Um novo elenco terá que ser escolhido, uma vez que parte dos autores anteriormente escalados já assumiu novos compromissos. Em 30 de janeiro de 2023 a Record iniciou as gravações em Guarulhos, município na Região Metropolitana de São Paulo.

### Escolha do elenco
Em abril de 2016, a emissora paulista anunciou o elenco da minissérie, entre eles três integrantes do Mamonas Assassinas - O Musical. São eles: Ruy Brissac como Dinho, Élcio Bozanni como Samuel e Adriano Tunes dando vida a Júlio. Além deles, os atores Vinícius de Oliveira - que ficou com o papel de Sérgio - Fernando Pavão, Cacau Mello, Alberto "Beto" Hinoto - sobrinho do Bento Hinoto - e Sacha Bali também estavam no elenco.  Em 2023, a produção da série foi retomada pela Total Filmes no qual um novo elenco foi escalado se mantendo apenas Brissac, Beto Hinoto e Tunes do elenco oficial em 2016. Desta vez a série entrou em produção em comemoração aos 70 anos da Record.

## Lançamento
Em 25 de agosto de 2023, o primeiro teaser do filme foi divulgado nas redes sociais. Inicialmente, o filme tinha previsão de estreia para 18 de janeiro de 2024. No entanto, o lançamento do filme foi antecipado para 28 de dezembro de 2023 pela Imagem Filmes.

## Recepção

### Bilheteria
O filme registrou a maior abertura de produções nacionais desde a pandemia de COVID-19 de 2020, registrando recordes de bilheteria. Mamonas Assassinas foi lançado em 1.054 salas e em 695 cinemas espalhados pelo Brasil. Com a ampla distribuição, também alcançou o feito de ser o filme com maior lançamento desde a pandemia e o terceiro maior nos últimos cinco anos do audiovisual nacional. Ao longo de sua primeira semana de exibição, entre 28 de dezembro e 3 de janeiro, o filme arrecadou R$ 3,98 milhões, ocupando o terceiro lugar de bilheteria, atrás apenas de Aquaman 2 e Minha Irmã e Eu.

### Resposta da crítica
Mamonas Assassinas: O Impossível Não Existe foi recebido com avaliações negativas por parte da crítica cinematográfica. O desempenho do elenco foi ressaltado pela crítica Julia Sabagga, do website Omelete, que mencionou que a dedicação de Ruy Brissac, Beto Hinoto, Robson Lima, Adriano Tunes e Rener Freitas em seus respectivos personagens transmite a "leveza" e "irreverência" do grupo musical, além da semelhança física dos atores com os reais integrantes da banda. No entanto, Sabagga escreve que o carisma dos atores não é o suficiente para sustentar as "escolhas ruins" do desenvolvimento do filme. "Uma biografia musical, mesmo quando decepciona, geralmente deixa algum resultado palpável, seja pelo valor de playback da música, o resgate de um legado, a mera lembrança de uma trajetória profissional. O filme dos Mamonas fica aquém de tudo isso. A carreira meteórica e o trágico fim dos meninos de Guarulhos mereciam mais, e sua trajetória não precisaria de muito além de uma cinebiografia bem regradinha", escreveu a crítica.
Diego Souza Carlos, crítico do AdoroCinema, classificou o filme como "Regular", dando 2,5 de 5 estrelas (). O texto de Carlos destaca alguns desafios do filme em evitar estereótipos caricatos, especialmente nas cenas que envolvem o estabelecimento de vínculos entre os membros. A crítica ressalta uma sensação angustiante de descompensação na velocidade dos acontecimentos, com transições abruptas que dão a impressão de personagens sendo introduzidos sem uma apresentação prévia adequada. A narrativa, embora forneça algumas revelações sobre a criação das músicas, parece mais centrada em "easter-eggs" do que em peças fundamentais do sucesso do disco. Problemas de edição e a transição de série para filme são apontados como fatores que contribuem para uma atmosfera desarranjada. Além disso, a abordagem superficial dos romances dos membros com mulheres ao longo da turnê é criticada, destacando a falta de exploração adequada desses elementos, tornando as relações melodramáticas e contribuindo para o ritmo desconcertado da narrativa.
Do website Papo de Cinema, Marcelo Müller escreveu que o filme concentra-se principalmente em Dinho, o vocalista, em detrimento dos outros membros da banda. Bento e Júlio têm papéis secundários, com pouca atenção e lampejos superficiais de suas famílias. Os irmãos Samuel e Sérgio recebem um pouco mais de destaque, mas não contribuem fundamentalmente para a trama. Dinho é retratado como a vedete, aproveitando sua irreverência e semelhança física impressionante com o ator. No entanto, o filme enfrenta desafios, incluindo uma direção considerada frouxa e uma montagem frágil. Müller ressalta a falta de fluidez na movimentação do elenco, cenas excessivamente picotadas e números musicais que não se destacam contribuem para uma construção audiovisual pobre e sem energia.
Em seu canal do YouTube, Waldemar Dalenogare deu nota 2/10, que ele descreveu como "pior filme nacional da temporada", comparando a "um novelão estilo Malhação", criticando a narrativa que ele considerou apressada e sem um recorte que permitiria contar melhor a história da banda, e questionando como as personagens femininas são retratadas - "a mulher nesse filme é reduzida a um perfil interesseiro, tem aquela mulher que quer se escorar no membro da banda, tem a mulher que quer destruir os planos dos membros da banda, tem a que quer causar problemas familiares".